# Gaetano Quagliariello
Gaetano Quagliariello (né le 23 avril 1960 à Naples) est un historien et homme politique italien, membre de plusieurs partis de droite et sénateur entre 2006 et 2022.

## Biographie
Ancien chef du Parti radical italien, il rejoint Forza Italia en 1994 et devient un conseiller de Marcello Pera, président du Sénat entre 2001 et 2006.
Le 30 mars 2013, Gaetano Quagliariello est nommé par Giorgio Napolitano parmi les quatre « sages » (avec Mario Mauro, Luciano Violante et Valerio Onida) chargés d'émettre des propositions en matière d'organisation des institutions à la suite de la crise politique résultant des élections générales italiennes de 2013. 
Il devient ministre sans portefeuille, chargé des Réformes constitutionnelles du gouvernement Letta. Le 28 septembre, il présente sa démission, comme tous les ministres du PDL du gouvernement, pour protester contre la possible destitution de Silvio Berlusconi de son mandat de sénateur Toutefois, les députés ayant renouvelé début octobre leur confiance lors d'un vote au gouvernement Letta, leur lettres de démissions sont refusées, et les ministres restent en poste. 
Il n'est pas reconduit dans le gouvernement Renzi, le 22 février 2014.